# Танда (река)
Танда́ — река в Якутии (Россия), левый приток Алдана, принадлежит к бассейну реки Лены. Протекает по территории Чурапчинского и Усть-Алданского улусов Якутии. Длина — 159 км, площадь водосборного бассейна составляет 3840 км². Река маловодная, среднегодовой расход воды в 94 км от устья всего 0,64 м³/с. Зимой река полностью перемерзает.
Берёт начало в междуречье Лены и Алдана на Приленском плато на высоте более 164 метров над уровнем моря. Течёт преимущественно в северном направлении по таёжной местности с преобладанием лиственницы. Долина реки местами заболочена, встречаются аласы. В бассейне множество некрупных озёр. Впадает в Алдан слева в 144 км от его впадения в Лену, почти напротив впадения Тукулана, на высоте 77 м над уровнем моря. Ширина в нижнем течении — 25 м при глубине 2,5 м. Река замерзает с октября по май.
Населённые пункты на реке:
- Бярийе
- Тит-Ары
- Танда

## Основные притоки
Указаны притоки длиной 20 км и более.
| Название | Расстояние от устья | Длина | Положение |
| -------- | ------------------- | ----- | --------- |
| Хаттаня  | 48                  | 70    | правый    |
| Лабачаны | 71                  | 24    | левый     |

## Данные водного реестра
По данным государственного водного реестра России относится к Ленскому бассейновому округу, речной бассейн — Алдан, водохозяйственный участок — Алдан от впадения реки Амга до устья.
Код объекта в государственном водном реестре — 18030600912117300057895.